# La Légende de Cendrillon
Pour les articles homonymes, voir Cendrillon (homonymie) et Cinderella.
La Légende de Cendrillon (Cinderella) est un téléfilm musical américain réalisé par Robert Iscove et diffusé en 1997.

## Originalité du film
Le film reprend l'histoire classique de Cendrillon. L'originalité est que le prince est asiatique avec une mère noire et un père blanc, et que les deux belles-sœurs acariâtres de Cendrillon n'ont pas la même couleur de peau : l'une est noire, l'autre est blanche. La Fée-Marraine et Cendrillon sont aussi  noires.
L'autre originalité est que c'est une comédie musicale, inspirée d'une première version datant de 1957 avec Julie Andrews dans le rôle de Cendrillon.

## Synopsis
Cendrillon (Brandy Norwood) est une simple servante dans sa famille, elle est méprisée par sa mère et ses deux belles-sœurs. Ces deux dernières vont au bal donné pour le prince Christopher ; avec l'aide de sa marraine (Whitney Houston), Cendrillon va au bal en cachette de sa famille. 
Le prince tombe amoureux d'elle, mais il ne sait pas qui elle est.
À la fin du bal, le prince n'a plus qu'une chaussure en verre, que Cendrillon a perdu ; toutes les jeunes filles du royaume doivent essayer cette chaussure. Comme Cendrillon est la seule qui peut porter cette chaussure, le prince la reconnaît et ils se marient.

## Distribution
- Brandy Norwood (Brandy) (VF : Géraldine Asselin) : Cendrillon
- Whitney Houston (VF : Pascale Vital) : La Fée Marraine
- Paolo Montalban (VF : Damien Boisseau) : Prince Christopher
- Whoopi Goldberg (VF : Maïk Darah) : La Reine Constantina
- Victor Garber (VF : Guy Chapellier) : Le Roi Maximillian
- Bernadette Peters (VF : Marie-Madeleine Burguet) : La belle-mère de Cendrillon
- Veanne Cox (VF : Virginie Méry) : Calliope (une belle-sœur de Cendrillon)
- Natalie Desselle (VF : Valérie Siclay) : Minerva (une belle-sœur de Cendrillon)
- Jason Alexander (VF : Philippe Ogouz) : Lionel

## Chansons additionnelles
- Falling In Love with Love : musique de Richard Rodgers, paroles de Lorenz Hart
- The Prince Is Giving a Bal / Your Majesties : musique de Richard Rodgers
- The Sweetest Sounds : paroles et musique de Richard Rodgers